# 今井秋芳
今井 秋芳（いまい しゅうほう、10月9日 - ）は、日本のゲームクリエイター。東京都出身。血液型はB型。

## 人物
アトラスにグラフィッカーとして勤務したのち、シャウトデザインワークスを立ち上げ、デザイナーとして『アクトレイザー』や『ベア・ナックルII 死闘への鎮魂歌』の開発に携わる。『東京魔人學園伝奇シリーズ』と『九龍妖魔學園紀』の総監督をつとめ、ゲームシステムの企画だけでなく世界観・人物設定・シナリオ・アートディレクション・音楽プロデュース他、全ての制作に携わる。小説の執筆やドラマＣＤのシナリオも自ら執筆するなど、作家性の高い作品作りに定評がある。独自の感情入力システムと、友情や恋などの青春を描いたジュヴナイルと伝奇物を融合させたジュヴナイル伝奇作品をゲーム業界に最初に生み出した。ジュヴナイル伝奇作品第一作目である『東京魔人學園剣風帖』以降、ゲーム業界でもジュヴナイル作品や伝奇作品が多く見られるようになる。戯曲的なセリフ回しは「今井節」とも言われるが、ジュヴナイルや伝奇、オカルトだけでなくファンタジーやSFについての造詣も深く、特にタニス・リーや栗本薫などの作品を好んでいるとインタビューなどで語っている。
ラジオやイベント等で肉声については公開されているが、外見などについては一切公開されていなく、謎のままである。
イベントでは、本人画像として、それらしいシルエットやピラミッド上で宇宙人に連れられている絵などが使用されている。
声優などからは、外見も含め昔から変わらないという話がたくさん出ているが、服装については昔に比べ良くなっている…という話である
好きな食べ物は、ラーメン、カレーライスで、作品中の主人公の相棒に当たるキャラの好物とリンクしている。『ジョジョの奇妙な冒険』『STARWARS』をこよなく愛す。
手掛けた作品は東京ゲームショウ2013の「BEST OF TGS AWARD 2013」RPG部門にノミネート、東京ゲームショウ2017のメディアアワードにノミネートされるなど作品性が評価されており、数々の作品でファミ通殿堂入りも果たしている。
またCEDEC 2018の「CEDEC AWARDS」サウンド部門にて監督・企画・脚本を務めた『がるメタる！』が優秀賞を受賞。受賞理由は「直感的な演奏感と高い自由度を兼ね備えた斬新な音楽ゲームの実現」とジュヴナイル伝奇作品以外でもその腕を高く評価されている。
2020年には『Deadly Premonition 2: A Blessing in Disguise』で国際的なNAVGTR Awardの「Outstanding Game, Franchise Adventure（卓越したアドベンチャーゲーム）」部門と「OUTSTANDING Art Direction, Period Influence（卓越したアートディレクション）」部門にノミネートされている。

## 作品の特徴

### ジュヴナイル伝奇
伝奇ジュヴナイル、学園ジュブナイル、學園ジュヴナイル伝奇（学園伝奇ジュブナイル）などとも表記されるジュヴナイルと伝奇が融合した作風。今井秋芳が自分の作品のジャンルを説明するために造語として生み出した。そのため、ジュヴナイル伝奇というジャンルの最初のゲーム作品は1998年発売の『東京魔人學園剣風帖』だとされている。ジュヴナイルとは思春期の少年少女たちが主人公の青春文学のジャンルで眉村卓の『なぞの転校生』や『ねらわれた学園』、筒井康隆の『時をかける少女』などがある。伝奇小説とは中国や日本の古い伝承や逸話に基づいた奇異なる話で、古くは山田風太郎の『魔界転生』や『柳生忍法帖』など、作家には菊地秀行、夢枕獏、荒俣宏などがいる。
小説やコミックではこういった作風の様々な作品が創作されていたが、ゲームではどちらの作風の作品もほとんど存在しなかった。そういった時代にその二つを融合させたジュヴナイル伝奇作品『東京魔人學園剣風帖』を創作、一大ブームとなる。以降、伝奇ジュヴナイル、学園ジュブナイルと銘打つ多くの作品に影響を与えている。

### 感情入力システム
1998年発売の東京魔人學園剣風帖を開発するにあたり、シナリオの今井秋芳が自分のシナリオに合うように考え出したシステム。
従来のアドベンチャーゲームにあるような「問い掛けに対して、複数の台詞からなる選択肢の一つを選択して答える」というシステムではなく「問い掛けに対して、その時の自分の感情を選択して答える」という手法を用いている。台詞ではなく【友（同）】【怒】【悲】などの感情を選択するため、主人公となるプレイヤーが言わないような台詞の表現がなく、プレイヤー＝主人公のシンクロ感、没入感が非常に高い。ただし、男でも女でも関係なく【愛】という感情が選択出来てしまうため、それをネタにされてしまう事もある。

### 一人称シミュレーションゲーム（FPSLG）
2004年発売の九龍妖魔學園紀を開発するにあたり、作風である主人公＝プレイヤーをより表現するために考え出したシステム。従来のシミュレーションゲームのような俯瞰アングルではなく、主人公の視点で戦闘が展開される。見た目はFPSに似ているが、アクションゲームではなくあくまでシミュレーションゲームなので、移動や行動にAPと呼ばれる行動ポイントを消費したり、自分のターンと敵のターンを交互に行うなど非常に戦略性の高いゲーム性となっている。このシステムをFPSLGと名付けて周囲にもそう呼ばせようとしたが定着しなかったとインタビューで語っている。

## 作品履歴

### ゲーム
- PS『東京魔人學園剣風帖』（監督／企画／脚本／演出）アスミックエース 1998年6月18日発売
- PS『東京魔人學園朧綺譚』（監督／企画／脚本／演出）アスミックエース 1999年4月12日
  - PS『東京魔人學園伝奇人之章〜東京魔人學園剣風帖繪巻』アスミックエース 2000年7月13日（上記2本セットの廉価版）
  - DS『東京魔人學園剣風帖』（監督／企画／脚本／演出）アスミックエース／マーベラスインタラクティブ 2008年8月21日（剣風帖・朧綺譚の一本化リメイク）

- WS『東京魔人學園符咒封録』（監督／企画／脚本／演出）アスミックエース 2000年10月12日
  - GBA『東京魔人學園符咒封録』（監督／企画／脚本／演出）アスミックエース／マーベラスインタラクティブ 2004年4月1日（カラー移植、要素追加）

- PS『東京魔人學園外法帖』（監督／企画／脚本／演出）アスミックエース 2002年1月24日
  - PS2『東京魔人學園外法帖血風録』（監督／企画／脚本／演出）アスミックエース／マーベラスインタラクティブ 2004年8月12日 （リメイク）

- PS2『九龍妖魔學園紀』（監督／企画／脚本／演出）アトラス 2004年9月16日
  - PS2『九龍妖魔學園紀re:charge』（監督／企画／脚本／演出）アトラス 2006年9月28日（要素追加）
- DVDPG『九龍妖魔學園紀re:charge　SPECIAL DVD』（監督／企画／脚本／演出）アトラス／キックファクトリー 2007年6月29日
- i-mode『東京魔人學園群星伝』（監督／企画／脚本／演出）アスミックエース／マーベラスインタラクティブ 2008年7月7日（配信終了）
- iOS『Gang Hound』（ディレクション／世界設定）フジテレビ 2012年3月28日（配信終了）
- iOS/Android『サムライソウル』（監督／企画／脚本／設定）CJインターネットジャパン／ナウプロダクション 2013年4月（配信終了）
- iOS/Android『サムライソウル イクサ』（監督／企画／脚本／設定）CJインターネットジャパン／ナウプロダクション 2013年12月（配信終了）
- PS3/VITA『魔都紅色幽撃隊』（監督／企画／原作）アークシステムワークス 2014年4月10日
  - PS4/PS3/VITA『魔都紅色幽撃隊　DAYBREAK SPECIAL GIGS』（監督）アークシステムワークス 2015年11月26日（要素追加）
  - Steam『Tokyo Twilight Ghost Hunters（英題）』PQube 2017年3月18日（DSG移植）
- 3DS『ハマトラ Look at Smoking World』（ディレクション／企画／脚本／演出）フリュー 2014年7月17日
- iOS/Android『ケイオスドラゴン 混沌戦争』（ディレクション）セガゲームス　Android：2015年7月2日、iOS：8月13日（配信終了）
- iOS/Android『デモンズゲート 帝都審神大戦 ～東京黙示録編～』（ディレクション）Donuts 2016年8月16日（配信終了）

- Switch『がるメタる!』（監督／企画／脚本／演出）DMM GAMES 2018年2月8日発売
  - Switch（北米・欧州 ）『Gal Metal - 'World Tour' Edition -』（Direction／Gamedesign／Scenario）Xseed 2018年10月30日

- iOS/Android『アトリエオンライン 〜ブレセイルの錬金術士〜』（ディレクション／ゲームデザイン／世界設定／人物設定）コーエーテクモゲームス 2018年10月3日（配信終了）
- Switch『九龍妖魔學園紀 ORIGIN OF ADVENTURE』（監督／企画／脚本／演出）アークシステムワークス 2020年6月4日（無印のリマスター、フルボイス版）
  - Switch（北米・欧州版タイトル）『Kowloon High-School Chronicle』PQube 2021年2月4日
  - PS4（日本）アークシステムワークス 2022年3月18日
  - Steam（日本）アークシステムワークス 2022年11月10日
- Switch『Deadly Premonition2：A Blessing in Disguise』（アートディレクション）トイボックス 2020年7月10日（『レッドシーズプロファイル』続編）
  - Steam版 Rising Star Games 2022年6月12日
- iOS/Android版『貞子M 未解決事件探偵事務所』（脚本／演出）グラビティゲームアライズ 2021年10月26日（配信終了）
- Switch/PS4/Xbox One/Windows/Steam『PAC-MAN MUSEUM+』（ディレクション）バンダイナムコエンターテインメント 2022年5月26日
- Switch/PS5/PS4/Xbox Series X|S/Xbox One『PAC-MAN WORLD Re-PAC（パックマンワールド リ・パック）』（ディレクション）バンダイナムコエンターテインメント 2022年8月25日
  - Steam版　バンダイナムコエンターテインメント 2022年8月26日
- Switch/PS5/PS4/Steam『東京サイコデミック ～公安調査庁特別事象科学情報分析室　特殊捜査事件簿～』（監督／脚本／演出／ゲームデザイン）グラビティゲームアライズ 2024年5月29日
- Switch/PS5/PS4/Steam『神箱 KAMiBAKO - Mythology of Cube -』（ディレクション）グラビティゲームアライズ 2024年8月29日予定

### 小説
- 東京魔人学園双龍変（原作／執筆）KKベストセラーズ1998年8月発売
- 東京魔人学園双妖変（原作／執筆）KKベストセラーズ 1998年11月発売
- 東京魔人学園双刹変（原作／執筆）KKベストセラーズ 1999年4月発売
- 東京魔人学園双惺変（原作／執筆）KKベストセラーズ 1998年6月発売
- 東京魔人学園双屍変（原作／執筆）KKベストセラーズ 1998年9月発売
- 東京魔人学園双縲変（原作／執筆）KKベストセラーズ 1998年12月発売
- 東京魔人学園双凰変（原作／執筆）KKベストセラーズ 1999年5月発売
- 東京魔人學園剣風帖×九龍妖魔學園紀コラボ『黄昏は永遠に輝く』（執筆※書き下ろし）2005年1月28日発売ザ・プレイステーション400号
- 東京魔人學園剣風帖外伝『春之詞（はるのことば）』（執筆※書き下ろし）2020年3月28日発売電撃プレイステーションVol.686

### シナリオブック
- 九龍妖魔學園紀シナリオブック・上（原作／執筆）新紀元社2004年11月
- 九龍妖魔學園紀シナリオブック・下（原作／執筆）新紀元社2004年12月
- 九龍妖魔學園紀メイキングブック（原作／執筆）コーエー2005年7月

### コミック
- 妖都鎮魂歌Tokyo Requiem　第壱巻（原作／脚本）角川書店2000年11月発売
- 妖都鎮魂歌Tokyo Requiem　第弐巻（原作／脚本）角川書店2001年12月発売

- コミック魔人―東京魔人学園剣風帖激画伝（1）（原作／企画）コーエー 1999年4月発売
- コミック魔人―東京魔人学園剣風帖激画伝（2）（原作／企画）コーエー 1999年10月発売
- コミック魔人―東京魔人学園剣風帖激画伝（3）（原作／企画）コーエー 2000年3月発売
- コミック魔人―東京魔人学園剣風帖激画伝（4）（原作／企画）コーエー 2000年12月発売

- 東京魔人學園剣風帖（1）（原作）スクウェア・エニックス 1999年11月発売
- 東京魔人學園剣風帖（2）（原作）スクウェア・エニックス 2000年8月発売
- 東京魔人學園剣風帖（3）（原作）スクウェア・エニックス 2001年3月発売
- 東京魔人學園剣風帖（4）（原作）スクウェア・エニックス 2001年9月発売

- 東京魔人學園外法帖（1）（原作）スクウェア・エニックス 2002年6月発売
- 東京魔人學園外法帖（2）（原作）スクウェア・エニックス 2002年11月発売

### ドラマCD
- 東京魔人学園退魔陣・第壱巻（脚本／演出）フロンティアワークス 1999年4月
- 東京魔人学園退魔陣・第壱巻（脚本／演出）フロンティアワークス 1999年5月
- 東京魔人学園退魔陣・第壱巻（脚本／演出）フロンティアワークス 1999年6月
- 東京魔人学園退魔陣・桜月夜（脚本／演出）フロンティアワークス 1999年7月

- 東京魔人学園月紅伝・雪街（脚本／演出）フロンティアワークス 1999年12月
- 東京魔人学園月紅伝・前編（脚本／演出）フロンティアワークス 2000年1月
- 東京魔人学園月紅伝・後編（脚本／演出）フロンティアワークス 2000年2月

- 妖都鎮魂歌Tokyo Requiem・第壱巻（原作／演出）フロンティアワークス 2001年1月
- 妖都鎮魂歌Tokyo Requiem・第弐巻（原作／演出）フロンティアワークス 2001年7月

- 東京魔人學園黄龍祭・前編（脚本／演出）フロンティアワークス 2005年2月
- 東京魔人學園黄龍祭・後編（脚本／演出）フロンティアワークス 2006年4月

- 九龍妖魔學園紀・Vol.1（脚本／演出）フロンティアワークス 2005年9月
- 九龍妖魔學園紀・Vol.2（脚本／演出）フロンティアワークス 2005年10月
- Nintendo Switch用『九龍妖魔學園紀 ORIGIN OF ADVENTURE』特典（脚本／演出）アークシステムワークス 2020年6月4日

### 作詞
- 万葉之花（作曲：新田高史　歌：鈴木佐江子　『東京魔人學園外法帖』エンディングテーマ）
- アオキキヲク（作曲：新田高史　歌：喜多村英梨　『九龍妖魔學園紀』エンディングテーマ）
- 黄昏ジュヴナイル（作曲：芦沢和則　歌：遠藤ゆりか　『魔都紅色幽撃隊』エンディングテーマ）

### ＴＶアニメ
- 『東京魔人學園剣風帖 龍龍（トウ）』（原作）アミューズ 2007年1月〜放送

### イベント
- 真夏の夜の學園祭[* 13]（プロデュース／企画）フロンティアワークス 2004年7月
- 大天香祭（プロデュース／企画）アトラス 2006年1月
- 九龍ピラミッド祭（プロデュース／企画）アトラス 2006年8月
- 九龍×マジックアイス[* 14]（プロデュース／企画）アトラス 2006年11月
- 魔人×韓辛[* 15]（プロデュース／企画））アスミックエース／マーベラスインタラクティブ 2008年7月
- 東京コンテンツマーケット（映像出展）[* 16]経済産業省 2007年10月
- オーケストラコンサート『風詠みて水流れし都』[* 17]（プロデュース／企画）アスミックエース／マーベラスインタラクティブ 2009年4月
- 『魔都紅色幽撃隊サウンドトラックアルバム』発売記念イベント（プロデュース／企画）ポニーキャニオン 2014年7月